# Чедадско четворојеванђеље
Чедадско четворојеванђеље
и име српског кнеза Прибислава (891—892)
(Čedadsko četvorojevanđelje)
„Царски човек“ са свештеницима које је послао византијски Василије I (867—886) превели су Србе коначно у хришћанство. To је било око 873. године. Створена је посебна српска епископија с епископом који је био поред српскога кнеза Мутимира, без одређеног седишта, а потчињен сплитској архиепископији. С латинским обредним језиком, тада је сплитска архиепископија била под цариградском патријаршијом, а не под римским папом. Због тога се папа заузимао да Срби дођу под панонску архиепископију, која је сасвим недавно обновљена под словенским просветитељем Методијем. У томе смислу је папа писао српскоме кнезу Мутимиру (владао сам, без браће Стројимира и Гојника, од 860. до 891. год.). Византијски цар није, наравно, пристао да се врше административне промене, али је свакако дао сагласност да у Србију пређу словенски ученици са словенском писменошћу, до које је и дошло захваљујући Византији. Тако су Срби, нешто већ тада а нешто мало доцније, добили без сумње и најстарија дела словенске књижевности, и то песме словенског просветитеља Константина-Кирила: По туђим земљама и градовима ходећи (постала између 863. и 866. год.) и Слушајте, словенски народе сав (из времена између 863. и 869. год.), као и биографију Константина-Ћирила, вероватно од Климента Охридског (састављена између 869. и 876. год.).
Српски кнежеви морали су се понашати као и други хришћански владари и феудалци у то доба. Било је тада веома поштовано једно пергаментно Јеванђеље на латинском, за које се тврдило да га је писао сам апостол Марко у I веку наше ере. Од 1409. године налази се у Чедаду (Cividale), граду у италијанској провинцији Удине (Видем). Због тога се у науци зове Чедадско јеванђеље (Evangeliarium Cividalense). Два његова табака однео је Карло IV у Праг 1354. године, а пет табака 1420. године пренето је у Венецију. У IX веку то је Јеванђеље било у неком манастиру и многи су долазили да пред том великом светињом изразе своја побожна осећања. Своја имена уписивали су или давали да се упишу поред текста Јеванћеља, или између редова. Неки су упућивали своје изасланике с налогом да се постарају да и њихова имена буду у том светом рукопису. Тим именима је испуњено првих девет листова, тако да није остало празног простора ни поред текста ни између редова у тексту. И на доцнијим странама налазе се имена, али све мање густа. Уношење имена трајало је два пуна века, од краја VIII до краја X века.
Рукопис није садржавао само једно јеванђеље, по Марку, нити је то аутограф апостола Марка. Било је то Четворојеванђеље, које је, по палеографској процени проф. Виктора Новака, писано крајем VI или почетком VII века.
Међу именима на Јеванђељу налазе се и јужнословенски владари: кнез Браслав, кнез Панонске Хрватске (880—896), бугарски владар Борис-Михаило (852—889) и његова породица, хрватски кнез Трпимир (око 845— 864) са сином Петром, хрватски кнез Бранимир (879— 892) и његова жена Маруша („Mariosa cometissa") и др.
При крају списка имена код Фр. Рачког и Фр. Коса налази се, иза кнеза Бранимира и књегиње Маруше, име: Preuui(sclao). To је Првислав или Прибислав. У њему по свој прилици треба видети српскога кнеза Прибислава. Име му је записано на грчком (Pribesthlabos) код Константина Порфирогенита, па нисмо сигурни како је управо гласило. Код Срба је уобичајено да се назива Прибислав, али га Константин Јиречек зове Првославом.
После смрти кнеза српског Мутимира наследио га је најстарији син Прибислав (891—892), али му већ после годину дана преотима престо брат од стрица Петар Гојниковић (892—917), који је дотле живео у Хрватској. Прибислав, с браћом Браном и Стефаном, налази склониште у Хрватској. Прибислављев је син доцнији српски кнез Захарија (920—923). Да се његово име унесе у чувено Јеванђеље, Прибислав се постарао можда за време своје владавине, а пре ће бити да је то учинио после губитка престола, кад је живео у Хрватској, где су му у том погледу могли да служе као пример кнез Трпимир и његов син Петар, а и кнез Бранимир и његова жена Маруша.
За ову идентификацију Прибислава из Чедадског јеванђеља и српског кнеза Прибислава има једна тешкоћа. Постојао је кнез словеначки Прибислав (Priwizlauga), који је из времена око 800. године. Имена су уношена ипак по неком реду, који се наметао већ по томе што су најпре испуњавани ранији листови. Хрватски кнез Бранимир (879—892) записан је на листу 102б, a Прибислав на листу 145а. Због тога је вероватније да је Прибислав био из времена нешто после Бранимирове владавине, да је с краја IX а не с почетка тог века, што значи да је био српски а не словеначки кнез.
На истом листу и на истој страни Јеванђеља, испред Прибислављевог имена, стоји: Sedeslao. Рачки је код тог имена приметио: „Да ли код Хрвата Седеслав, претходник Бранимиров, овде треба да се подразумева, не може се одредити у толико мање што имену не претходи никаква титула." Артуро Крониа се задржао на том имену и изгледало му је да ће то ипак бити хрватски кнез Седеслав — Здеслав, иако је и у Јеванђељу без икаквог апелатива, „што уосталом не би био једини случај“. За то идентификовање — казује даље Крониа — говорила би чињеница да је у Јеванђељу, наравно на много ранијим странама, Здеслављев отац Трпимир (на листу 56 : „domno Tripimiro", на листу 23a : „Petrus, filius domno Tripemero"). Ако би то заиста био хрватски кнез Здеслав (878—879), знатно би се повећала вероватноћа да је Прибислав из Јеванђеља српски кнез. 
Здеслав је убијен, а на хрватски престо дошао је кнез Бранимир (879—892), из друге династије, вероватно син хрватског кнеза Домагоја (око 864—876). У доба владавине кнеза Бранимира, у другој половини њеној или можда при самом крају, добегао је у Хрватску, са двора српског кнеза Мутимира, Петар Гојниковић (рођен око 874). Кнез Бранимир је умро „некако на почетку 892". Свакако пре његове смрти, али не много пре, Петар Гојниковић је упао у Србију и збацио с власти Мутимирове наследнике, Прибислава и његова два брата. To није могло бити без борбе и сигурно се ушло дубље у 892. године кад се Петар усталио на власти. У Хрватској је поново дошла на престо династија Трпимировића, постао је кнезом Здеслављев млађи брат Мучимир, отац доцнијег првог хрватског краља Томислава (у повељи из 892. год.: Muncimir, a у натпису из 895. год.: Muncimyr; српски кнез Мутимир: Montemer у писму папе Јована VIII, Muntimiros код Константина Порфирогенита). Због те промене на хрватском престолу Прибислав и његова два брата могли су наћи склониште у Хрватској, да одатле, после Прибислављеве смрти, Бран, старији од те двојице, нападне 895. године на Петра, буде „побеђен, заробљен и ослепљен“.
Тако су сви подаци из српске и хрватске историје у најлепшој сагласности. Излази као највероватније да је Прибислављево име унето у Чедадско јеванђеље између 892. и 895. године.